# 八尾市立高安西小学校
八尾市立高安西小学校（やおしりつ たかやすにし しょうがっこう）は、大阪府八尾市にある公立小学校。

## 概要
本校校区は、八尾市内の近鉄大阪線の東、近鉄信貴線の南、国道170号大阪外環状線（以下、外環と記載） の西（北）に位置し、中央部を恩智川が南北に流れている。 かつて当地にはのどかな田園風景が広がっていたが、高度経済成長期以降に住宅地が徐々に広がり、1976年（昭和51年）に児童数の増加により「南山本小学校」から分離され、開校した。
本校は、校区の東端・外環に面しているが、外環の当地域部分は1969年（昭和44年）に供用開始している。 本校校区内は、現在では一部田畑が残るものの、ほぼ住宅地化されている。本校の東側・外環より東側は未だのどかな田園風景が残っている。
本校南東部、外環の「荒川橋」のアプローチ部に、本校児童が描いた絵画を貼付け、落書き対策を兼ねた「アートギャラリー」としている。

## 沿革
- 1976年4月 - 八尾市立南山本小学校より分離開校。
- 1976年6月10日 - この日をもって創立記念日とされる。
- 1983年7月 - 敷地南側（荒川をはさんだ反対側）にプール竣工。

## 通学区域
- 八尾市 東山本新町、高安町北、高安町南。

卒業生は基本的に八尾市立曙川中学校に進学する。

## 交通
- 国道170号（大阪外環状線：本校のすぐ東）
- 近鉄大阪線 高安駅 から徒歩約10分